# نوک‌تخت زردزیتونی
نوک‌تخت زرد زیتونی یا مگس‌گیر زرد زیتونی (نام علمی: Tolmomyias sulphurescens) گونه‌ای از پرندگان خانواده ژیان‌مرغان است که در جنگل‌های گرمسیری و نیمه‌گرمسیری و جنگل‌های آمریکای مرکزی و جنوبی یافت می‌شود، اما در محدوده آن تغییرهای چشمگیری در پرها، رنگ عنبیه و صدا وجود دارد که سبب گمانه‌زنی‌هایی مبنی بر وجود بیش از یک گونه می‌شود. پرهای آن به‌طور کلی زرد مایل به سبز، چشم تا نوک سفید، تاج اغلب مایل به خاکستری و برخی از زیرگونه‌ها دارای لکه تیره روی گوش هستند. نوک تخت در بالا سیاه و در پایین صورتی کم‌رنگ یا خاکستری است. شبیه نوک‌تخت لبه‌زرد است، اما برخلاف نوک‌تخت تاج‌خاکستری است.